# Фаленопсис Стюарта
Фалено́псис Стю́арта (лат. Phalaenópsis stuartiána) — эпифитное трявянистое растение; вид рода Фаленопсис семейства Орхидные, или Ятрышниковые (Orchidaceae).

## Синонимы
По данным Королевских ботанических садов в Кью:
- Phalaenopsis stuartiana var. nobilis Rchb.f. 1881
- Phalaenopsis stuartiana var. punctatissima Rchb.f. 1882
- Phalaenopsis stuartiana var. bella Rchb.f. 1888
- Phalaenopsis stuartiana f. nobilis (Rchb.f.) Christenson 2001
- Phalaenopsis stuartiana f. punctatissima (Rchb.f.) Christenson 2001

## Природныевариации
- Phalaenopsis stuartiana var.bella Rchb.f. 1888
- Phalaenopsis Stuartiana var.punctatissima Rchb.f. 1882

Синоним: Phalaenopsis stuartiana var.punctulata Linden 1885 

Лепестки в середине с розово-лиловыми пятнышками.
- Phalaenopsis stuartiana var.nobilis Rchb.f. 1881

Лепестки желтоватые.

## История описания
Вид открыл в 1881 г. англичанин Вильямом Боксалл (William Boxall), сотрудник фирмы Хьюго Лоу и К° («The Orchid Review» novembre 1910). 
 Назван в честь совладельца этой фирмы, исследователя орхидей Стюарта Лоу (Stuart Low). Генрих Густав Райхенбах, описывая растение хотел назвать его в честь первооткрывателя, но, по неизвестным причинам передумал и назвал Pha. stuartiana.

## Биологическое описание
Моноподиальный эпифит средних размеров.

Стебель короткий, скрыт основаниями 2—6 листьев.
Корни гладкие, толстые, хорошо развитые. Иногда на них образуются «детки».

Листья зеленые, продолговато-эллиптические, на конце тупые, с красивым серо-зеленым мраморным рисунком, длиной 20—45 см, шириной 9—10 см. С возрастом листья становятся более однотонными. С нижней стороны листья имеют фиолетовый оттенок. 

Цветоносы более 60 см, багряного или коричнево-зеленого цвета, кистеобразные или метельчатые, способны нести несколько десятков цветков. В рекордных случаях более 100. Цветки открываются почти одновременно. 

Цветки диаметром 5—6 см, слабоароматные. Спинной чашелистик и лепестки белые, боковые чашелистики двуцветные. Половинки обращенные вверх белые, обращенные вниз — желтые с многочисленными пурпурными пятнышками. 
 Губа трехлопастная, жёлтая с пурпурными пятнами. Продолжительность жизни цветка — около месяца. Цветущие экземпляры могут быть встречены круглый год, пик цветения — с февраля по апрель.

## Ареал, экологические особенности

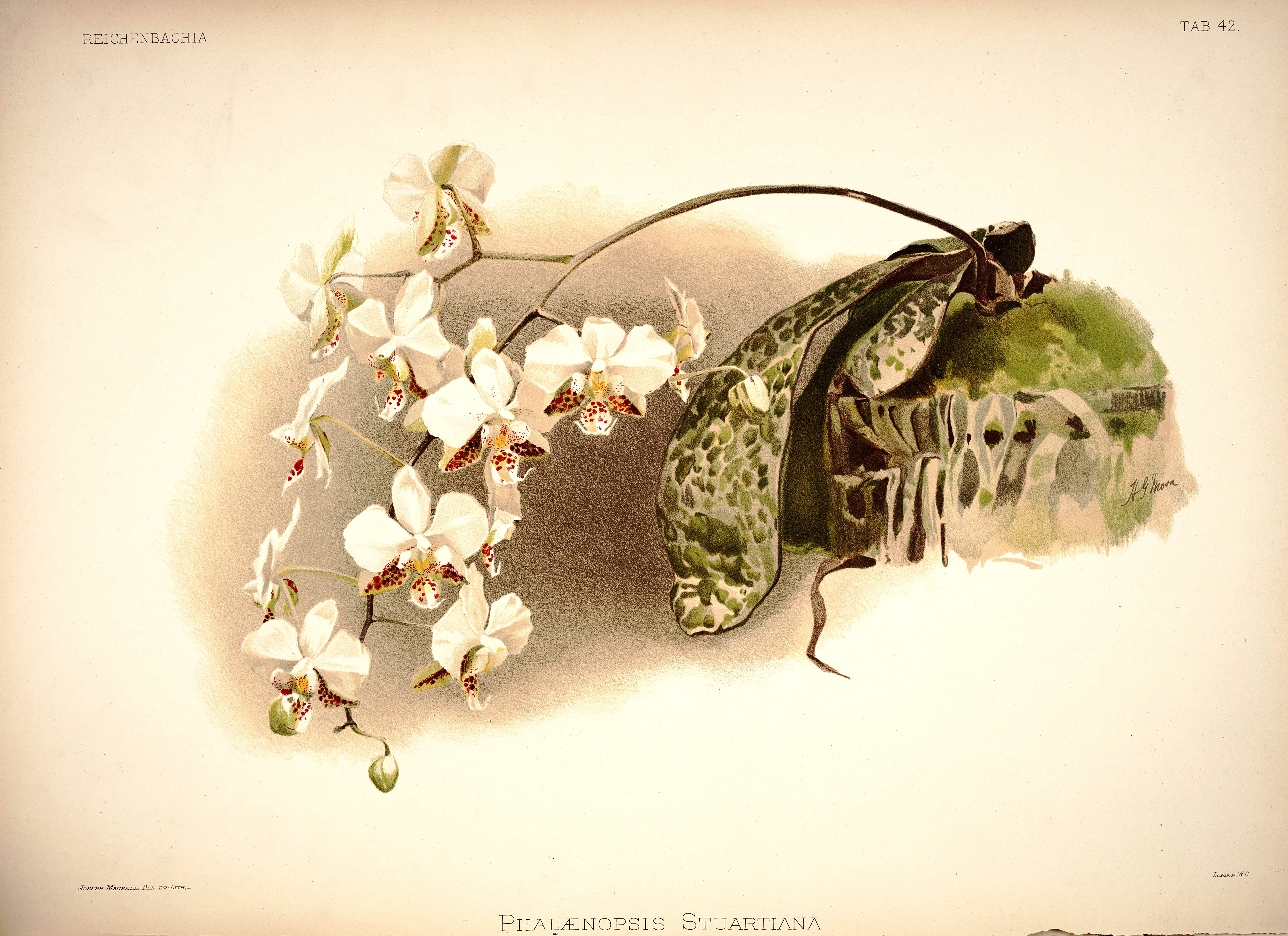
Phalaenopsis stuartiana
ботаническая иллюстрация из книги
Frederick Sander: Reichenbachia I
Orchids illustrated and described. 1888 г.

Эндемик острова Минданао (Филиппины). 
На стволах и ветвях деревьев во влажных на высоте до 300 метров над уровнем моря. 

В местах естественного произрастания сезонных температурных колебаний практически нет. Круглый год дневная температура около 27—31°С, ночная около 21—23°С. 
 Относительная влажность воздуха от 80 до 90 %. 
 Сухого сезона нет, лишь летом наблюдается уменьшение среднемесячного количества осадков до 100 мм.

Относится к числу охраняемых видов (II приложение CITES).

## В культуре
Температурная группа — тёплая. Для нормального цветения обязателен перепад температур день/ночь в 5—8°С. При содержании растений в прохладных условиях наблюдается остановка роста.
Требования к свету: 1000—1200 FC, 10760—12919 lx.
Общая информация о агротехнике в статье Фаленопсис.
Активно используется в гибридизации.

## Первичныегибриды(грексы)
По данным phals.net и The International Orchid Register.

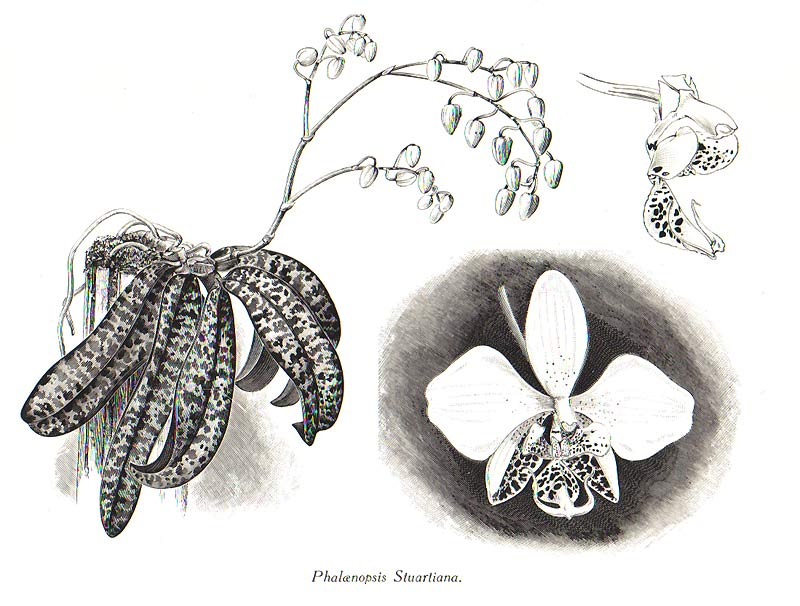
Phalaenopsis stuartiana
ботаническая иллюстрация из 'The Orchid World' ноябрь 1915 г.

- A. Benick — amabilis var. rimestadiana × stuartiana (P. Wolter) 1933
- Alice Millard — stuartiana × amboinensis (H.Wallbrunn) 1969
- Alicia Fowler — maculata × stuartiana (H.Wallbrunn) 1984
- Amphitrite — sanderiana × stuartiana (Sanders [St Albans]) 1892
- Andy Jackson — cochlearis × stuartiana (A.Kolopaking) 1982
- Ariadne — aphrodite × stuartiana (Veitch) 1896
- Batangas — stuartiana × lindenii (Fredk.L.Thornton) 1979
- Cassandra — equestris × stuartiana (Veitch) 1896
- Christine Dream — stuartiana × wilsonii (L.Vincent) 1996
- Flores Star — stuartiana × floresensis (Hou-Tse Liu) 2002
- Gretchen — stuartiana × gigantea (Dr Henry M Wallbrunn) 1969
- Harto Kolopaking — viridis × stuartiana (A.Kolopaking) 1989
- Hermione — lueddemanniana × stuartiana (Veitch) 1899
- Java Gem — javanica × stuartiana (Stones River) 1981
- Jiaho’s Lovely Star — stuartiana × lobbii (Nobby Orch.) 2004
- Kuanida Kristanto — stuartiana × fimbriata (A.Kolopaking) 1976
- Leda — amabilis × stuartiana (Veitch) 1888
- Lippold’s Favorit — stuartiana × bellina (P.Lippold) 2006
- Little Dragon — stuartiana × celebensis (Hou-Tse Liu) 1987
- Louisiana Pixie — stuartiana × philippinensis (Breckinridge) 1991
- Maria Balster — mariae × stuartiana (J.Werner) 2001
- Margret Lippold[7] (Margaret Lippold[6]) — stuartiana × fasciata (P.Lippold) 2003
- Micholart — stuartiana × micholitzii (H.Wallbrunn) 1970
- New Wave — stuartiana × venosa (Paphanatics) 1985
- Painted Beauty — stuartiana × bastianii (P.Lippold) 2007
- Paris Star — stuartiana × parishii (Hou Tse Liu) 2003
- schilleriano-stuartiana — schilleriana × stuartiana (Природный гибрид) 1856
- Schilleriano-Stuartiana — schilleriana × stuartiana (Low) 1899
- Stewed Corn — cornu-cervi × stuartiana (Fredk.L.Thornton) 1978
- Stuartiano-Mannii — mannii × stuartiana (Veitch) 1898
- Susanti — sumatrana × stuartiana (A.Kolopaking) 1975
- Tetra Star — stuartiana × tetraspis (Hou-Tse Liu) 2003
- Wiganiae — schilleriana × stuartiana (S. Low) 1899
- Zuma Elf — violacea × stuartiana (Zuma Canyon) 1981
- Zuma’s Angelita — stuartiana × fuscata (Zuma Canyon) 1978